# Андриск
Андриск или псевдо Филип VI (на гръцки: Ανδρίσκος) е водач на антиримско въстание в Македония, живял през II век пр.н.е. Предполага се, че е от тракийски произход.
През 168 г. пр.н.е., в резултат на Третата македонска война, римляните слагат край на династията на Антигонидите, управлявала Македония повече от век. Страната е разделена на четири автономни области, зависими политически и икономически от Рим.
Представяйки се за Филип, син на Персей (последния цар от Антигонидите), Андриск прави няколко безуспешни опита за въстание. Опитва се да привлече селевкидския цар Деметрий I Сотер, комуто служи като наемник, но е арестуван и пратен в Рим. Бягайки от Италия, Андриск се озовава в Тракия. Местните владетели му предоставят войска, с която нахлува в Македония, разправя се с местните си противници и успява да вдигне цялата страна на въстание (149 г. пр.н.е.). Нанася поражение на римляните и завладява Тесалия.
През 148 г. пр.н.е. Андриск е разбит от претора Квинт Цецилий Метел. Спасява се с бягство в Тракия, но е предаден. Екзекутиран е в Рим, след като е принуден да участва в триумфалното шествие на своя победител. След потушаването на въстанието на Андриск Македония губи окончателно своята независимост и е превърната в римска провинция.